# Neochlamisus gibbosus
Neochlamisus gibbosus är en skalbaggsart som först beskrevs av Fabricius 1777.  Neochlamisus gibbosus ingår i släktet Neochlamisus och familjen bladbaggar. Inga underarter finns listade i Catalogue of Life.